# Карыш
Карыш — река в России, протекает в Республике Башкортостан. Устье реки находится в 3,8 км по левому берегу реки Ар. Длина реки составляет 35 км. Наиболее заметный приток — Молонсаз — принимает справа у Нижнекарышево.
Населённые пункты по берегам Карыша (от истока к устью): Чуртанлыкуль, Верхнекарышево, Анновка, Нижнекарышево, Чишма, Иштиряково, Новоямурзино, Верхнеянактаево, Нижнеянактаево, Тузлубино, Старобалтачево, Староиликеево.

## Данные водного реестра
По данным государственного водного реестра России относится к Камскому бассейновому округу, водохозяйственный участок реки — Белая от города Бирск и до устья, речной подбассейн реки — Белая. Речной бассейн реки — Кама.
Код объекта в государственном водном реестре — 10010201612111100025902.